# Steven Vandeput
Steven Vandeput (Hasselt, 30 maart 1967) is een Belgisch Vlaams-nationalistisch politicus voor de N-VA, waarvan hij van april 2022 tot mei 2025 ondervoorzitter is en van februari tot april 2025 tijdelijk partijvoorzitter was. Van oktober 2014 tot november 2018 was hij minister van Defensie en Ambtenarenzaken in de regering-Michel I. Sinds januari 2019 is hij burgemeester van Hasselt.

## Levensloop

### Studies en professionele carrière
Als student aan de Katholieke Universiteit Leuven werd Steven Vandeput in 1988 verkozen als preses van het Katholiek Vlaams Hoogstudentenverbond, wat hij bleef tot in 1989. Hij studeerde in 1992 af aan de Economische Hogeschool Limburg als licentiaat in de handels- en financiële wetenschappen, optie KMO Management. Onmiddellijk na zijn studies bouwde hij, na activiteit in het familiebedrijf, een loopbaan uit als zelfstandig ondernemer in de bouwsector, wat hij bleef tot in 2014.

### Politieke carrière
Vandeput werd politiek actief voor de N-VA en was van 2008 tot 2010 voorzitter van de provinciale partijafdeling in Limburg. Ook werd hij lid van het partijbestuur en de partijraad. Bij de Europese Verkiezingen in 2009 stond hij op een opvolgersplaats.
Bij de federale verkiezingen van juni 2010 werd hij vanop de tweede plaats op de Limburgse N-VA-lijst tot volksvertegenwoordiger verkozen. In de Kamer werd Vandeput lid van de commissie Financiën en Begroting en de commissie Verkeer, Infrastructuur en Overheidsbedrijven. Bij de verkiezingen van mei 2014 werd hij als lijsttrekker van de Limburgse N-VA-lijst als volksvertegenwoordiger herkozen.
Bij de gemeenteraadsverkiezingen van oktober 2012 werd Vandeput verkozen tot gemeenteraadslid van Hasselt, waar hij in de legislatuur 2013-2018 fractieleider voor N-VA in de gemeenteraad was. Hij bekleedde bestuursmandaten bij de intercommunales Nuhma en Publilum. Hij was echter bestuurder via zijn familiebedrijf EIB en liet zich via zijn bedrijf ook in de raad van bestuur van energiebedrijf Aspiravi vertegenwoordigen.
In de regering-Michel I werd hij medio oktober 2014 benoemd tot minister van Defensie en Ambtenarenzaken, waardoor hij in de Kamer werd vervangen door Wouter Raskin. Tijdens zijn ministerschap ontstond in maart 2018 commotie over de vervanging van de F16-gevechtsvliegtuigen, waarvoor in 2017 een aanbestedingsprocedure werd opgestart. De oorzaak van de commotie was een uitgelekt rapport van vliegtuigfabrikant Lockheed Martin waaruit bleek dat de levensuur van de F-16's verlengd zou kunnen worden. Die informatie werd door figuren binnen het leger achtergehouden om de vervanging van de F-16's niet in het gedrang te laten komen. Ook Vandeput kwam onder vuur te liggen. Op 25 oktober werd beslist om de F-16 te vervangen door de F-35 Lightning II van producent Lockheed Martin. Die kwam als eerste uit een competitie met andere gevechtsvliegtuigen. Al van bij aanvang van de procedure werd echter vermoed dat de keuze uiteindelijk op dat toestel zou vallen, wat de aankoop omstreden maakte, net als het gegeven dat defensie zich hiermee opnieuw voor jaren vasthecht aan een Amerikaans bedrijf.
Bij de gemeenteraadsverkiezingen van oktober 2018 werd N-VA de grootste partij in Hasselt, waarna de partij een bestuursmeerderheid vormde met het kartel RoodGroen+ en Open Vld. Op 19 december 2018 legde Vandeput de eed af als burgemeester van Hasselt.
Op 12 november 2018 nam hij ontslag als minister van Defensie en Ambtenarenzaken om zich op het burgemeesterschap van Hasselt voor te bereiden. Hij werd vervolgens opnieuw Kamerlid. Als minister werd hij opgevolgd door Sander Loones.
Bij de verkiezingen van mei 2019 was Vandeput lijsttrekker van de Limburgse N-VA-lijst voor het Vlaams Parlement, waar hij bleef zetelen tot in 2024. Hij werd verkozen met 41.426 voorkeurstemmen en behaalde zo de hoogste persoonlijke score in zijn kieskring. Van september 2020 tot juni 2024 was hij er voorzitter van de commissie Algemeen Beleid, Financiën, Begroting en Justitie.
In april 2022 werd hij verkozen tot een van de twee algemeen ondervoorzitters van N-VA. In deze functie volgde Vandeput Lorin Parys op, die CEO van de Pro League was geworden.
Vandeput was bij de verkiezingen van juni 2024 lijsttrekker van de federale N-VA-lijst in Limburg. Met 34.025 voorkeurstemmen werd Vandeput opnieuw verkozen in de Kamer. In juli 2024 werd hij er voorzitter van de commissie Financiën en Begroting.
Bij de lokale verkiezingen van oktober 2024 was Vandeput kandidaat voor een hernieuwing van zijn mandaat als burgemeester, als lijsttrekker van een kartellijst van N-VA en Open Vld. Het kartel werd de grootste lijst en vormde vervolgens een bestuur met Vooruit en CD&V, waarna Vandeput in januari 2025 aan zijn tweede termijn als burgemeester kon beginnen.
In februari 2025 nam Steven Vandeput als ondervoorzitter van N-VA tijdelijk de fakkel van partijvoorzitter over van Bart De Wever, die tot federaal premier was aangesteld. Hij bleef aan in deze functie tot in april 2025, toen Valerie Van Peel werd verkozen als de nieuwe volwaardige partijvoorzitter van N-VA. Nadien bleef Vandeput nog tot in mei 2025 ondervoorzitter van de partij.

## Trivia
Vandeput is gehuwd en vader van twee kinderen. Als hobby zeilt hij en is lid van de Vlaamse Vereniging voor Watersport.